# ジョージ・D・ヘイ
ジョージ・デューイー・ヘイ (George Dewey Hay 1895年11月9日 - 1968年5月8日) は、アメリカ合衆国のラジオパーソナリティ。テネシー州ナッシュビルのラジオ局WSM-AM でカントリー・ミュージックのショーを生中継する番組である『グランド・オール・オープリー』の創始者である。

## 経歴
ヘイはインディアナ州アティカで生まれた。第一次世界大戦後、テネシー州メンフィスで『コマーシャル・アピール』紙の記者となり、1923年1月にこの新聞社が独自のラジオ局WMC を開局するにあたり、深夜番組のアナウンサーを務めることになった。人気は上がっていき、1924年5月、シカゴのWLS に移籍して『National Barn Dance 』のアナウンサーを務めた。
1925年11月9日、ナッシュビルのWSMに移籍した。78歳のフィドル奏者ジミー・トンプソンがリスナーからとても大きな反響を受け、翌月ヘイはWSMが毎週土曜夜にオールド・タイム・ミュージックの1時間または2時間の番組を開始することを発表した。彼はこのジャンルの音楽を奨励し、芸能事務所を創立した。
この番組は当初『WSMバーン・ダンス』と名付けられ、ヘイは30歳になったばかりであったが自身を頑固親父的意味合いの「ソレム・オールド・ジャッジ」と称した。この番組はNBCラジオのクラシック音楽やグランド・オペラを流す番組『Music Appreciation Hour 』の後に放送された。1927年12月、『ミュージック・アプリシエーション・アワー』の最後に機関車の走る音を流した。この番組が終わるとヘイは以下の言葉と共に『WSMバーン・ダンス』を開始した。
| 「 | みなさん、先ほどの番組はクラシック音楽を流していた。(司会者の)ドクター・ダムロッシュはクラシックは写実主義ではないと語った。しかしここからの3時間、写実主義をお送りする。写実的な(earthy)写実主義(down to earth)となるだろう。 | 」 |

そしてヘイは、ルイビル・アンド・ナッシュビル鉄道の旅客鉄道パン・アメリカンから名付けられた『パン・アメリカン・ブルース』を演奏する「ハーモニカの魔術師」と呼ばれるディフォード・ベイリーを紹介した。ベイリーの演奏後、ヘイは「これまでの1時間は壮大なグランド・オペラを聴いていただきました。今から『グランド・オール・オープリー』をお送りします」と語った
。
1930年代、カントリー・ミュージックの雑誌の草分けの1つである『ルーラル・ラジオ』に携わり、NBCの『オープリー』を発展させ、1940年の映画『グランド・オール・オープリー』の製作に尽力した。1940年代、彼は番組の中で1947年9月のカーネギー・ホールでの収録を含み、『オープリー』の全米ツアーを開催することを発表した。
1945年、ヘイは『A Story of the Grand Ole Opry 』を執筆し、1953年、ナッシュビルの『ピッキン・アンド・シンギン・ニューズ』の編集者となった。1966年、カントリーの殿堂に殿堂入りした
ヘイはバージニア州バージニアビーチに転居し、1968年、ここで亡くなった。